# Laurent de La Hyre
Laurent de La Hyre (* 27. Februar 1606 in Paris; † 28. Dezember 1656) war ein französischer Maler des Barocks.

## Leben
Er war ein Schüler von Georges Lallemant und studierte die Arbeiten von Francesco Primaticcio auf dem Schloss Fontainebleau. Mit Simon Vouet führte er in Frankreich den barocken Malstil ein.
La Hyre war 1648 ein Gründungsmitglied der Académie royale de peinture et de sculpture.

## Weblinks

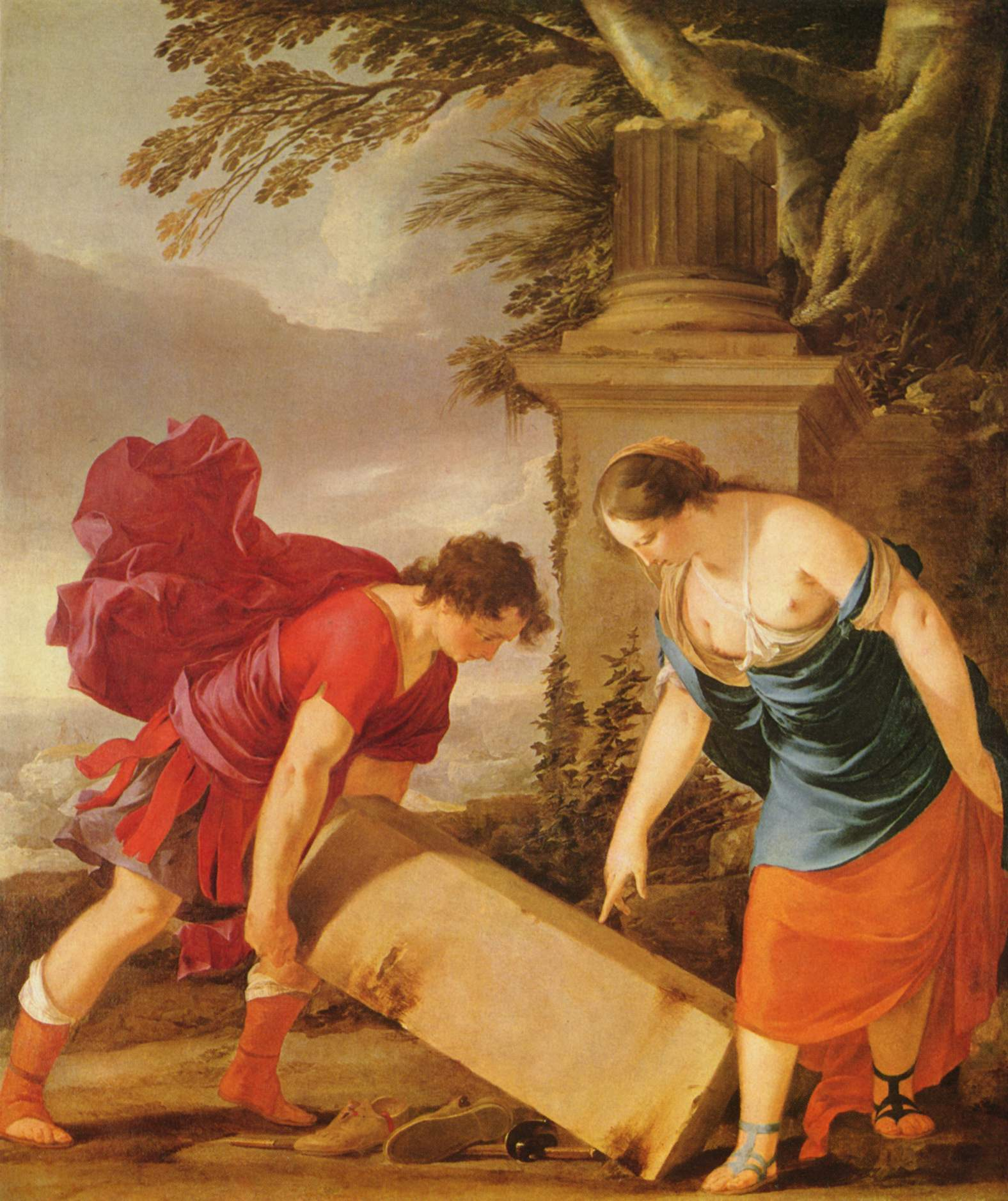
Theseus und Aithra
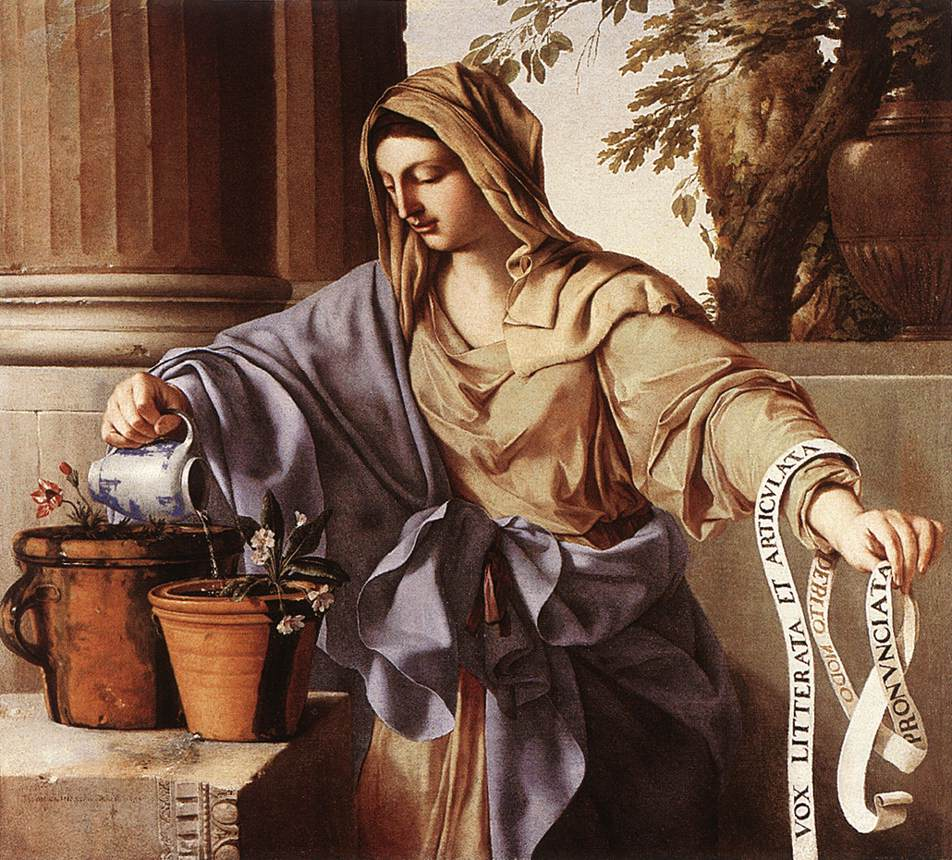
Die Grammatik, allegorisch dargestellt als Gärtnerin (1650)